# Wolfgang Herrndorf
Wolfgang Herrndorf, född 12 juni 1965 i Hamburg, död 26 augusti 2013 i Berlin var en tysk författare, målare och illustratör.
Herrndorf slog igenom 2010 med bildningsromanen Tschick, som handlar om två 14-åriga pojkar som rymmer med en stulen bil. Efter att Herrndorf diagnosticerades med glioblastom 2010 började han skriva en blogg kallad das Blog Arbeit und Struktur som följde hans sjukdomsutveckling; den publicerades sedan postumt efter hans död i självmord 2013.